# Leptobrachium mouhoti
Leptobrachium mouhoti es una especie de anfibio anuro de la familia Megophryidae.

## Distribución geográfica
Esta especie es endémica del sudeste asiático. Habita:
- en el centro de Vietnam, en la provincia de Quảng Nam, entre los 930 y 1480 m de altitud;
- en el este de Camboya, en la provincia de Mondol Kiri, entre los 500 y 700 m de altitud.[5]

## Etimología
Esta especie lleva el nombre en honor a Henri Mouhot (1826-1861)

## Publicación original
- Stuart, Sok & Neang, 2006 : A collection of amphibians and reptiles from hilly Eastern Cambodia. Raffles Bulletin of Zoology, Singapore, vol. 54, n.º 1, p. 129-155[6]